# Greatest Hits 2 (Lenny Kravitz)
La raccolta Greatest Hits 2  è la seconda collezione di successi dell'artista e musicista statunitense Lenny Kravitz. Uscito nel 2008 contiene le canzoni che hanno avuto più successo nelle classifiche di tutto il mondo dall'esordio al 2007 più un duetto inedito con Vanessa Paradis intitolato Lonely Rainbows. La raccolta è proposta in due CD, contenente rispettivamente diciannove e diciotto brani.

## CD 1
1. Love Revolution (da It Is Time for a Love Revolution) - 3:15
2. Are You Gonna Go My Way (da album Are You Gonna Go My Way) - 3:33
3. Fly Away (da 5) - 3:42
4. Lady (da Baptism) - 4:18
5. Bring It On (da It Is Time For A Love Revolution) - 3:36
6. Can't Get You Off My Mind (da Circus) - 4:36
7. It Ain't Over 'til It's Over (da Mama Said) - 3:59
8. I'll Be Waiting (da It Is Time For A Love Revolution) - 4:19
9. Rock and Roll Is Dead (da Circus) - 3:26
10. If I Could Fall In Love (da Lenny) - 4.23
11. California (da Baptism) - 2:39
12. Stand By My Woman (da Mama Said) - 4.23
13. Stillness Of Heart (da Lenny) - 4:18
14. Black Velveteen (da 5) - 4:51
15. This Moment Is All There Is (da It Is Time For A Love Revolution) - 5:08
16. Let Love Rule (da Let Love Rule) - 5:44
17. Always On The Run (da Mama Said) - 3:55
18. I Belong To You (da 5) - 4:17
19. My Precious Love (da Let Love Rule) - 5:18

## CD 2
1. American Woman (da 5) - 4:27
2. Love Love Love (da It Is Time For A Love Revolution) - 3:24
3. Again (da 5) - 3:51
4. Circus (da Circus) - 4:52
5. Will You Marry Me (da It Is Time For A Love Revolution) - 3:46
6. I Build This Garden For Us (da Let Love Rule) - 6:21
7. If You Can't Say No (da 5) - 5:21
8. I Want To Go Home (da It Is Time For A Love Revolution) - 5:06
9. Mr. Cab Driver (da Let Love Rule) - 3:55
10. Believe (da Are You Gonna Go My Way) - 4:59
11. I Love The Rain (da It Is Time For A Love Revolution) - 4:46
12. Lonely Rainbows (feat.Vanessa Paradis - inedito) - 2:35
13. A Million Miles Away (da Lenny) - 4:37
14. If You Want It (da It Is Time For A Love Revolution) - 5:11
15. Where Are We Runnin (da Baptism) - 2:45
16. Believe In Me (da Lenny) - 4:45
17. What Goes Around Comes Around (da Mama Said) - 4:54
18. Fields Of Joy (da Mama Said) - 4:02